# تشارلز فيليبس
تشارلز فيليبس (بالإنجليزية: Charles Phillips)‏ هو سياسي أمريكي، ولد في 21 فبراير 1824، وتوفي في 1879. حزبياً، نشط في الحزب الجمهوري. وقد انتخب عضو جمعية ولاية ويسكونسن.